# Allium acutiflorum
Allium acutiflorum es una especie de planta bulbosa del género Allium, perteneciente a la familia de las amarilidáceas, del orden de las Asparagales. Originaria del sur de Europa y Norte de África.

## Descripción
Es una planta perenne que alcanza una altura de 30-60 cm, con bulbo ovoide, membranoso, el tronco muy delgado, cilíndrico,  con hojas lineales, bordes planos y ásperas; acuminadas. Espata un poco más corta que la umbela, con flores rosadas en umbelas globulares.
hábitat
Se encuentra en lugares arenosos o rocosos de la costa mediterránea, Alpes Marítimos, Var, Bouches-du-Rhone, Hérault, Pirineos Orientales. 
Distribución
El sur de Europa y Argelia.

## Taxonomía
Allium acutiflorum fue descrita por  Jean Louis August Loiseleur-Deslongchamps y publicado en Journal de Botanique 2: 279, en el año 1809.
- Allium acutiflorum [5] descrito por Bové ex Regel es el Allium paniculatum de L.
- Allium acutiflorum [6] descrito por Loscos es el Allium rotundum de L.

Etimología
Allium: nombre genérico muy antiguo. Las plantas de este género eran conocidos tanto por los romanos como por los griegos. Sin embargo, parece que el término tiene un origen celta y significa "quemar", en referencia al fuerte olor acre de la planta. Uno de los primeros en utilizar este nombre para fines botánicos fue el naturalista francés Joseph Pitton de Tournefort (1656-1708).
acutiflorum: epíteto latino que significa "con flores puntiagudas".
Sinonimia
- Allium multiflorum var. acutiflorum (Loisel.) Nyman